# JavaScript Style Sheets
JavaScript Style Sheets (JSSS) ist eine in JavaScript integrierte Stylesheet-Sprache für HTML-Dokumente. 
JSSS wurde vom Browser-Anbieter Netscape entwickelt und 1996 dem World Wide Web Consortium (W3C) in einer Working Draft vorgelegt. Es handelte sich um eine Parallel-Entwicklung zu den Cascading Style Sheets (CSS). Netscape setzte auf JavaScript-basierte Deklarationen von Formatdefinitionen, um diese von vorneherein in sein DHTML-Modell zu integrieren. 
Das Konzept von JSSS kollidierte jedoch mit dem von CSS, welches vom W3C favorisiert wurde und sich schließlich auch durchsetzte. Der Netscape-Browser interpretierte JSSS-Syntax bis zur Produktversion 4.x. In späteren Versionen (beginnend mit Version 6.0), die auf der Gecko-Engine basierten, wurde die Unterstützung für JSSS aufgegeben. Andere Browser als der von Netscape haben JSSS nie interpretiert. Interessant ist auch, dass Netscape 4.x intern alle CSS-Deklarationen in JSSS-Deklarationen konvertierte. Er enthielt also gar keinen echten CSS-Parser, sondern stattdessen einen Konverter für CSS-Syntax zu JSSS-Syntax. 

## JSSS-Beispiel
Das nachfolgende Beispiel zeigt einen Quelltext-Ausschnitt aus einer HTML-Datei:
```
<style type="text/javascript">
 tags.H1.color = "blue";
 tags.p.fontSize = "14pt";
 with(tags.H3)
   color = "green";
 with(tags.H2)
 {
   color = "red";
   fontSize = "16pt";
   marginTop = "2cm";
 }
</style>
```

Zu erkennen ist, dass JSSS ähnlich wie CSS innerhalb eines "style"-Elements deklariert werden kann. Als Stylesheet-Typ wird jedoch der MIME-Type von JavaScript angegeben, nämlich "text/javascript". Das Beispiel zeigt Formatdefinitionen für verschiedene HTML-Elemente in zwei verschiedenen Notationsmöglichkeiten.